# Logement de Gaaper

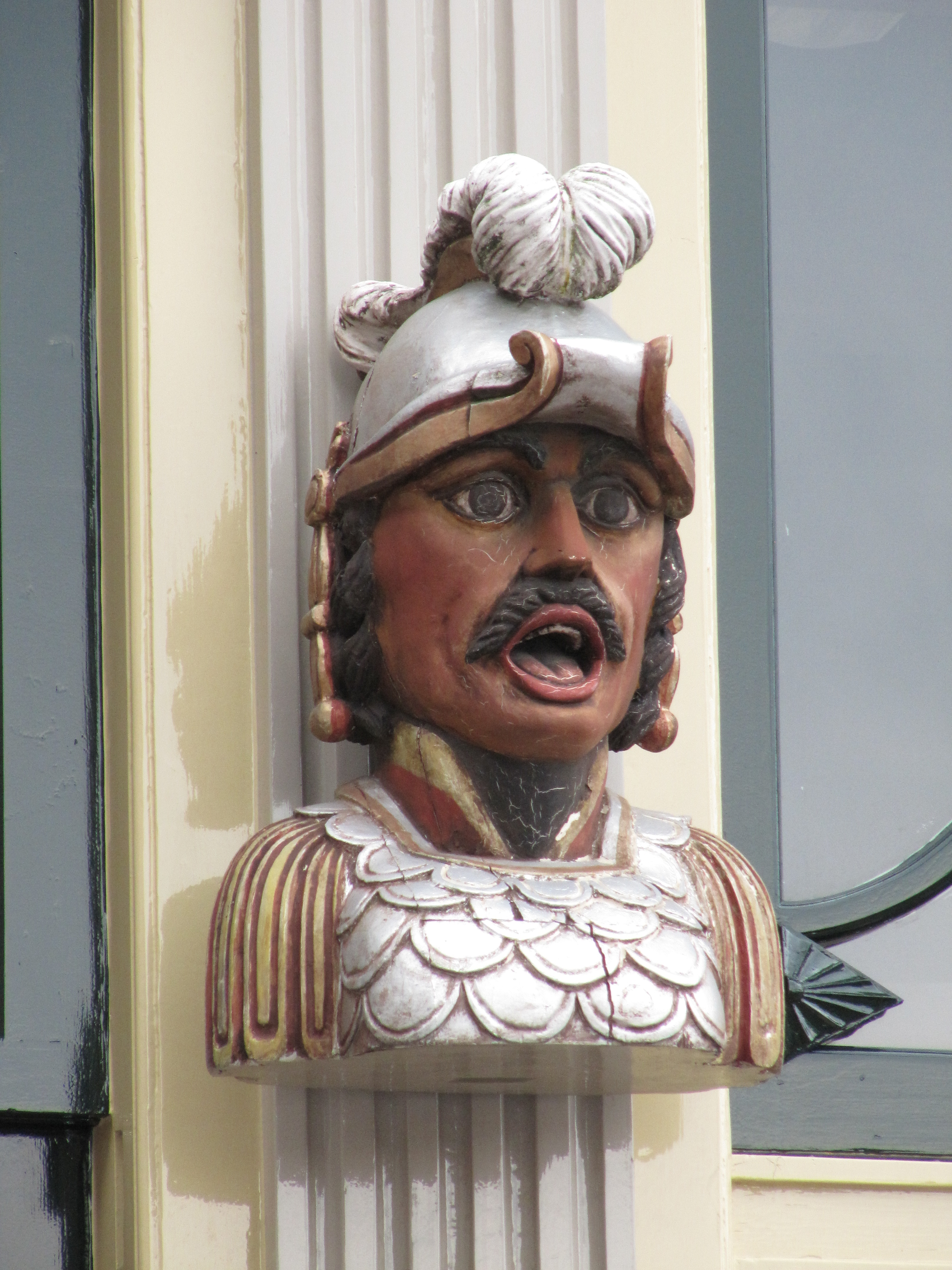
Detail op het huis De Gaaper

Logement de Gaaper is een huis aan de Hof in de Nederlandse stad Amersfoort. Het is het oudste stenen huis van de stad. Het huis is te zien op de oudste foto van Amersfoort in 1855, toen apotheek Kok er was gehuisvest aan de Hof 39. Het diepe huis was rond 1225 gebouwd en na de stadsbrand van 1340 vergroot.
De woning werd halverwege de 15de eeuw gesplitst in een woning aan de Langestraat en een winkel aan de Hof. Het huis aan de Hof had aan de pleinzijde een hoog vertrek (voorhuis) voor een ambacht of handel. Erachter lag een woonkamer met een slaapkamer erboven. De kelder en verdiepingen dienden voor opslag van handelsgoederen. Kort na 1822, toen het pand een empire lijstgevel met Griekse decoraties kreeg, betrok Cornelis B. Kok het pand: hij had zijn apotheek, met het beeld van de gaper, aan de Hof. Enkele generaties bleef de apotheek in de familie. De familie bouwde een grote verzameling kunst en antiek op, die tussen 1878 en 1905 aan de Oudheidkundige Vereniging Flehite geschonken is.
In het gebouw zit nu in een hotel, vernoemd naar de gaper op het pand. Het gebouw is een Rijksmonument.